# Amazonacla
Amazonacla is een geslacht van rechtvleugeligen uit de familie krekels (Gryllidae). De wetenschappelijke naam van dit geslacht is voor het eerst geldig gepubliceerd in 2011 door Gorochov.

## Soorten
Het geslacht Amazonacla omvat de volgende soorten:
- Amazonacla imitata Gorochov, 2011
- Amazonacla primitiva Gorochov, 2011